# Giorgos Karagounis
Giorgos Karagounis (Græsk: Γιώργος Καραγκούνης) (født 6. marts 1977 i Pyrgos, Grækenland) er en græsk tidligere fodboldspiller, der spillede som offensiv midtbanespiller. Gennem karrieren spillede han for blandt andet Panathinaikos Apollon Smyrnis, Inter i Italien samt portugisiske Benfica.
Med Panathianikos har Karagounis vundet to græske mesterskaber og én pokaltitel, ligesom det med Inter blev til én Coppa Italia-triumf.

## Landshold
Karagounis debuterede for Grækenlands landshold i 1999 i en venskabskamp mod El Salvador, og etablerede sig siden hurtigt som en bærende kraft på landsholdet. Han var en del af den trup der sensationelt vandt EM-guld i Portugal i 2004. Her scorede han i åbningskampen mod værtslandet Portugal turneringens første mål, der grundlagde grækernes overraskende sejr, og deres triumf i hele turneringen. Siden da har han også deltaget ved EM i 2008 i Schweiz og Østrig, VM i 2010 i Sydafrika samt i EM i 2012 i Polen og Ukraine.  Ved sidstnævnte brændte han et straffespark i kampen mod Polen men scorede til gengæld kampens eneste mål, da Grækenland med en sejr over Rusland i den sidste gruppekamp overraskende kvalificerede sig til kvartfinalen.
Han nåede at spille 139 landskampe og score 10 mål.

## Titler
Grækenlands Superleague
- 1996 og 2010 med Panathinaikos FC

Græsk Pokalturnering
- 2010 med Panathinaikos FC

Coppa Italia
- 2005 med Inter

EM
- 2004 med Grækenland